# Kanton Saint-Dizier-3
Kanton Saint-Dizier-3 (fr. Canton de Saint-Dizier-3) je francouzský kanton v departementu Haute-Marne v regionu Grand Est. Tvoří ho 2 obce a část města Saint-Dizier. Zřízen byl v roce 2015.

## Obce kantonu
- Bettancourt-la-Ferrée
- Chancenay
- Saint-Dizier (část)